# 萬裕民
萬裕民（1954年2月10日—），藝名萬興民，台灣京劇演員，工小生。
台灣復興劇藝實驗學校京劇科（現在的國立台灣戲曲學院京劇學系）第2期科班出身，「興」字排輩，工小生。
現在是國立台灣戲曲學院京劇學系副教授兼主任，兼歌仔戲學系副教授。
著有《扇子的持拿與運用》（石文戶校訂）、《京劇劇藝基礎訓練》等書。
她已婚，其夫曹復永（原名曹永生）亦為京劇小生演員。